# Башкин, Геннадий Дементьевич
Геннадий Дементьевич Башкин (4 сентября 1931 — 19 января 2015) — начальник охраны руководителей Советского Союза, генерал-майор. Лауреат Государственной премии СССР (1978) и премии СМ СССР (1983).

## Биография
Был призван на службу в войска МГБ, служил в 215-м стрелковом полку, дислоцированном в Рогатине, в составе 82-й стрелковой дивизии УВВ МГБ Украинского военного округа. С 19 мая 1951 рядовой полка специального назначения УКМК МГБ СССР. В 1954 окончил военное училище, проходил службу в ПСН КГБ на офицерских должностях. С 1959 в 9-м управлении КГБ при СМ СССР, инструктор отделения, офицер отдела службы и боевой подготовки.
Окончил Московский станкостроительный институт, после чего занимал должности заместителя коменданта Мавзолея В. И. Ленина комендатуры Московского Кремля с 1972. Комендант Мавзолея на 1981 и до 1985.
Заместитель начальника 9-го управления КГБ СССР, начальник отдела службы и боевой подготовки с 1985 до 1986. Заместитель начальника 9-го управления КГБ СССР, комендант Московского Кремля с 11 сентября 1986 до 22 августа 1991.
Исполняющий обязанности начальника управления охраны при аппарате президента СССР с 22 по 31 августа 1991.
С 1992 в отставке..

### Звания
- рядовой (1949);
- полковник-инженер[укр.];
- генерал-майор (1985).

### Награды
- орден Отечественной войны I степени;
- орден Красной Звезды;
- орден «Знак Почёта»;
- нагрудный знак «Почётный сотрудник госбезопасности»;
- медали.